# Château de Niort-de-Sault
Le château de Niort-de-Sault (Aniort ou Aniorti au Moyen Âge et dans les textes de l'époque) est un ancien château cathare, méconnu car en ruines et situé à l'écart des circuits touristiques, sur la commune de Niort-de-Sault, dans le département de l'Aude. Il n'en reste que quelques vestiges, mais son histoire mouvementée, autant que la puissante famille dont il était le fief, méritent d'être rapportées : le château de Niort-de-Sault fut le dernier soumis, quelques mois après Quéribus.

## Situation
Le château de Niort-de-Sault était posé sur un énorme piton rocheux à deux aiguilles qui surplombe le village, le cours du Rébenty et la route de Belcaire à Mazuby.

## Historique
Le château d'origine wisigothique datait du VIe siècle et était considéré comme une forteresse de premier rang. Les Wisigoths disparus, Aniort fut aussitôt inféodé à Argila, comte de Razès, en 845. Celui-ci le donna en apanage à son fils Bera, qui prit le titre de baron de Niort. Son descendant, Bernard d'Alion, déjà fort riche, fut fait en 1047, vicomte de Sault, au moment de la création du comté de Foix, détaché de celui de Razès. Le titre devint héréditaire, et Guillaume d'Alion, qui était l'époux, depuis mars 1132, de Brandinière de Foix, princesse de sang royal, fille de Chimène de Barcelone et du comte de Foix, transmit à son aîné, appelé aussi Guillaume toutes ses possessions. Il prit le nom de Niort. Mais le château était indivis entre Guillaume et son cousin, Udalger, fils de Gila d'Alion et de Roger, comte de Foix. Udalger céda cependant Niort et tous ses droits sur la vicomté pour un cheval de 200 sols de Carcassonne,.

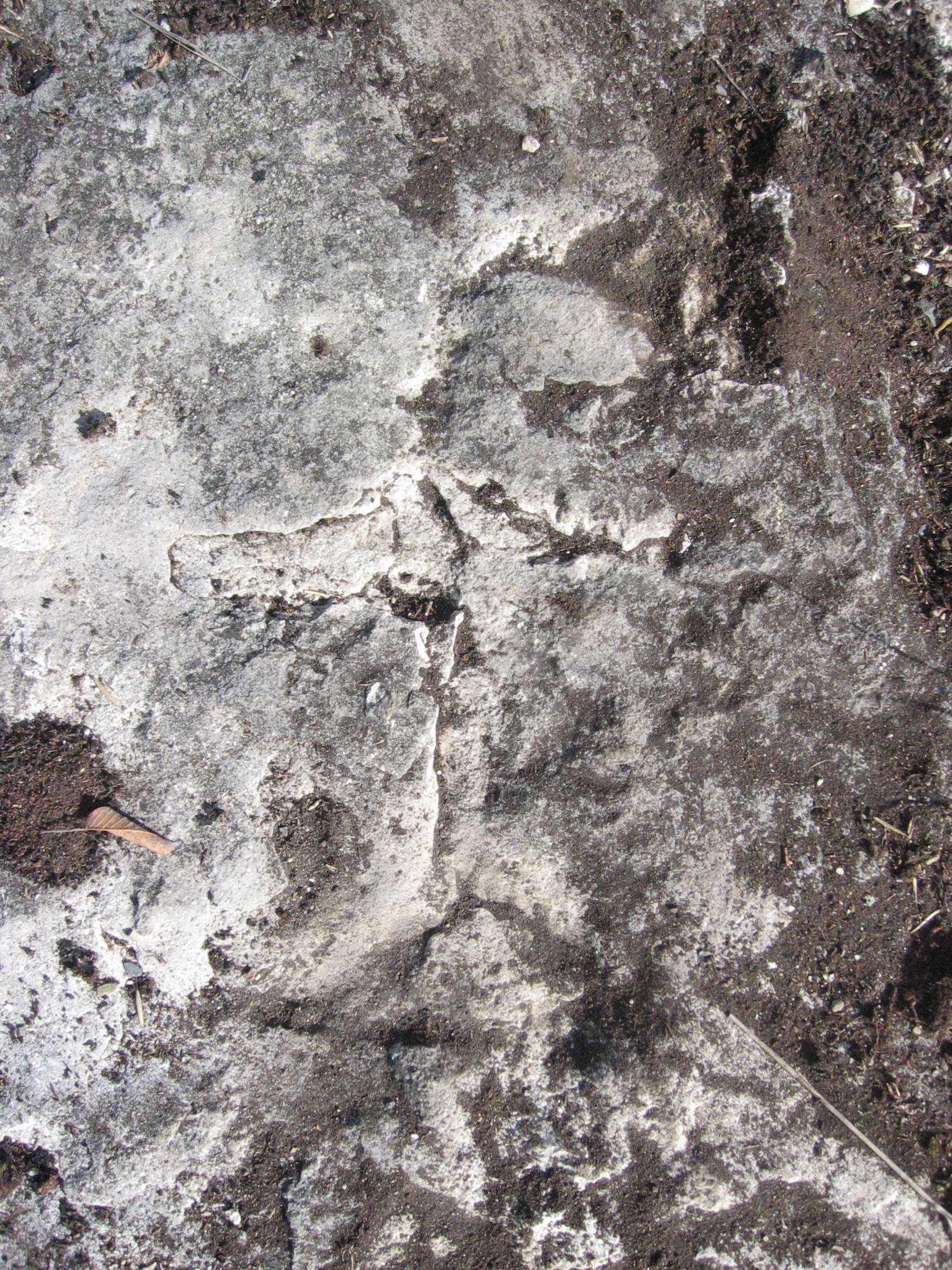
La croix cathare qui est gravée dans le sol de ce qui était le donjon de la forteresse.

Au XIIIe siècle, en pleine croisade contre les Albigeois, Niort-de-Sault devint le refuge de nombreux parfaits, car la famille était plus ou moins acquise à la cause cathare depuis le mariage de Guillaume de Niort (le fils de Guillaume d'Alion) avec Esclarmonde de Montréal-Laurac, laquelle était la fille de la parfaite Blanche de Laurac et la nièce de la célèbre dame de Lavaur, qui finit lapidée dans un puits par les croisés. De plus le pays de Sault était à l'écart des grands champs de bataille du Lauragais, ou de l'Albigeois, et était par ses défilés, ses forêts de sapins, ses torrents, une terre particulièrement inhospitalière et dangereuse pour une armée, car propice aux embuscades,.
La famille n'était pas disposée à se laisser dépouiller de ses biens. Géraud de Niort, l'aîné de Guillaume et d'Esclarmonde, retourna habilement sa veste à de nombreuses reprises. On le retrouve avec ses frères, Bernard-Othon de Niort, Guillaume Bernard et Raymond, dit de Roquefeuil, à la bataille de Muret en 1213, aux côtés des croisés, mais aussi à celle de Verfeil, dans les rangs des méridionaux... En 1240, Géraud fait sa soumission au roi de France à Peyrepertuse, et en preuve de sa "bonne volonté" livre tous les châteaux de sa famille (dont Niort-de-Sault). En théorie, Louis IX devait les restituer, au moins en partie aux Niort, si le légat du Pape les réconciliait avec l'Église. Mais le roi voulait en finir avec ces puissants et dangereux seigneurs et confisqua au profit de la couronne tous les châteaux et toutes les terres des Niort.
Cependant, les habitants du pays de Sault, par fidélité à leurs seigneurs, se soulevèrent (un fils de Géraud, Guillaume de Niort, parcourut l'ancienne vicomté et tenta une invasion, aidé par son oncle le roi d'Aragon). Et les Niort restèrent dans leur nid d'aigle, jusqu'à l'été 1255. À cette date, Louis IX envoya ses armées à Niort-de-Sault et après un rude siège, la famille capitula. Une légende, qui provient du nom même de Niort (Aniort vient du latin anus orta qui signifie "vieille sortie") voudrait que les assiégés se soient échappés par un passage taillé dans le piton rocheux,.
À la fin du siège, le roi ordonna au sénéchal de Carcassonne, Pierre d'Auteuil, de détruire tous les points fortifiés du pays (ils étaient nombreux). Mais Niort-de-Sault évita ce sort malgré l'ordre de Saint Louis ("Faites détruire de fond en comble le château de Niort, après en avoir retiré la garnison.", août 1255), et ce grâce à la position stratégique que le castrum occupait sur la frontière avec le royaume d'Aragon. Le roi y fit placer une importante garnison, égale à celle de Puilaurens, mais qui déclina petit à petit avec les siècles,.
En 1260, Esclarmonde de Niort va entamer une procédure de révision du procès de ses frères, aux termes de laquelle elle parvient à les faire réhabiliter. La famille n'obtient pas pour autant la restitution de ses terres.
Les seigneurs d'Aniort, ou de Niort, restent cependant présents là où étaient situées leurs anciennes terres, à Niort même, où un petit manoir est construit à côté de l'église actuelle.
Ils vont se trouver moins en lumière mais vont toutefois se maintenir en Languedoc et y conserver un rang distingué, puisqu'ils continuent toujours, au cours du XVe siècle, à s'allier à des familles de la noblesse de la province, notamment : la puissante Maison de Lévis (qui avait joué un rôle prépondérant, aux côtés de Simon de Montfort leur suzerain, lors de la croisade des albigeois), ou bien aussi la Famille Dax elle-même alliée à la prestigieuse Maison de Narbonne (branche des barons de Talairan).
En 1573 enfin, Niort-de-Sault succombe aux guerres de Religion. Un parti calviniste, mené par Jean de Lévis, s'en empare et réduit en grande partie le lieu en cendres,.

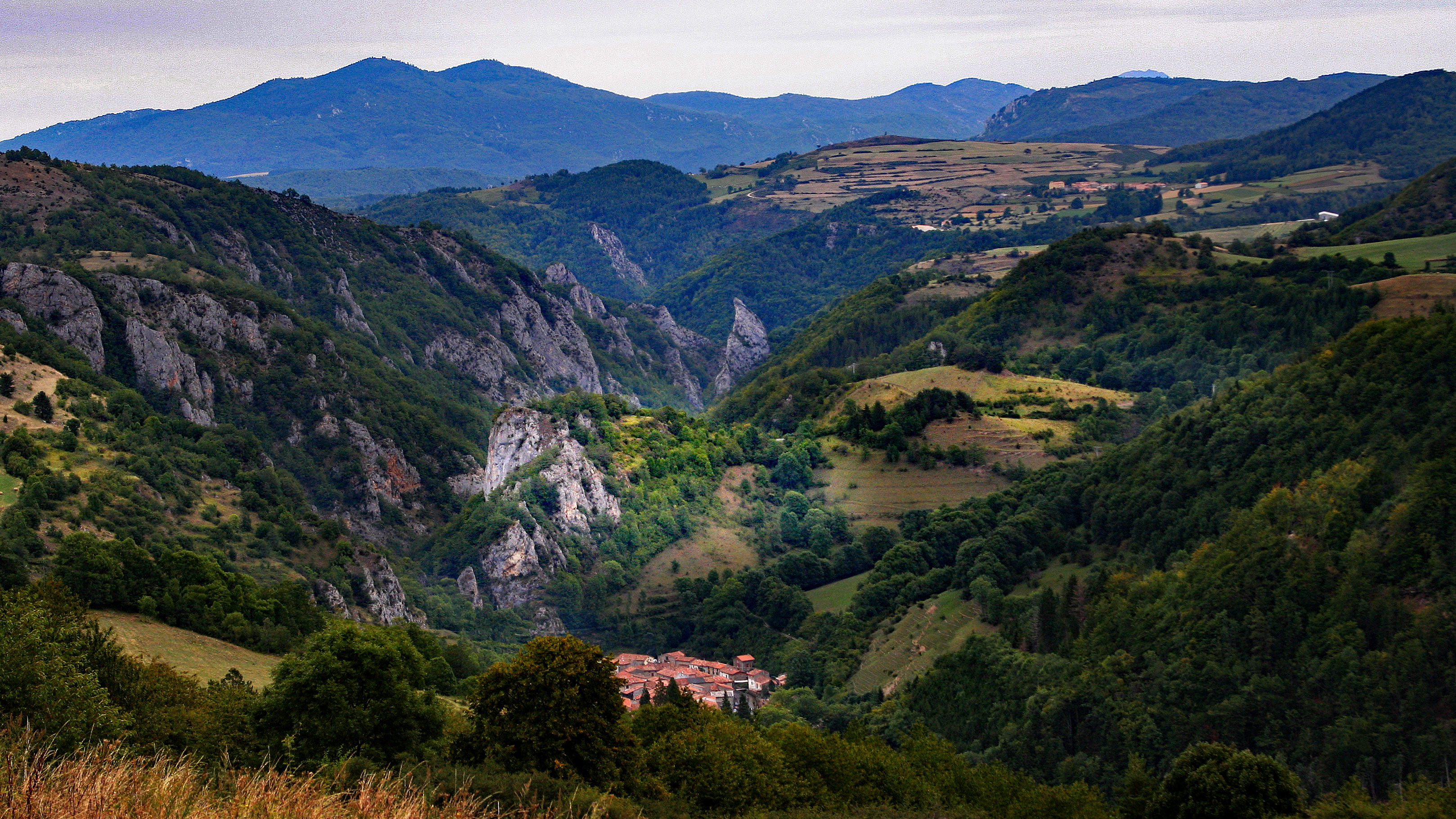
Vue sur l'emplacement du château médiéval.
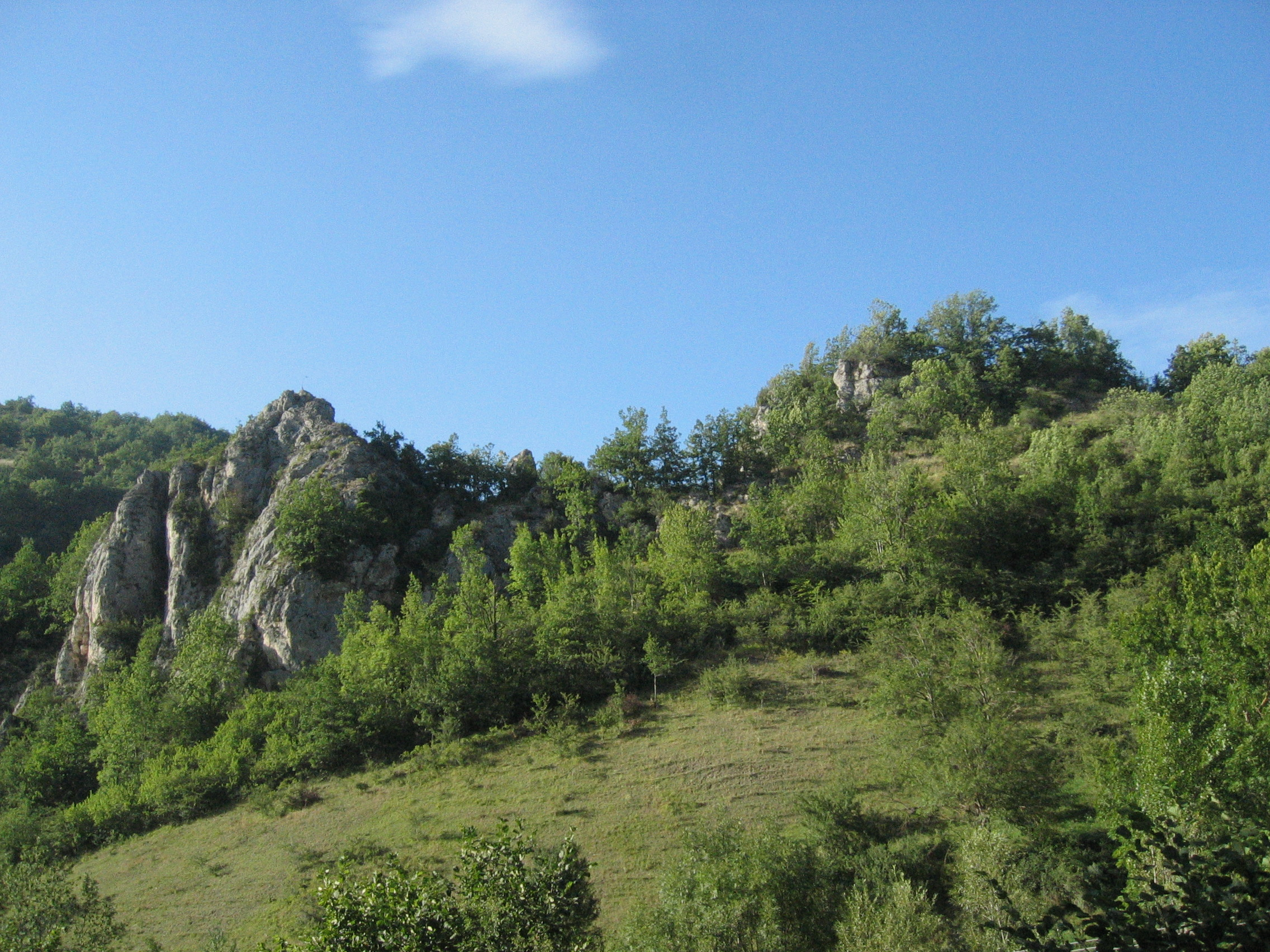
Le piton rocheux de Niort (vue sud). Le deuxième sommet (à droite) était celui du donjon et le château s'étendait à l'est (vers la droite).
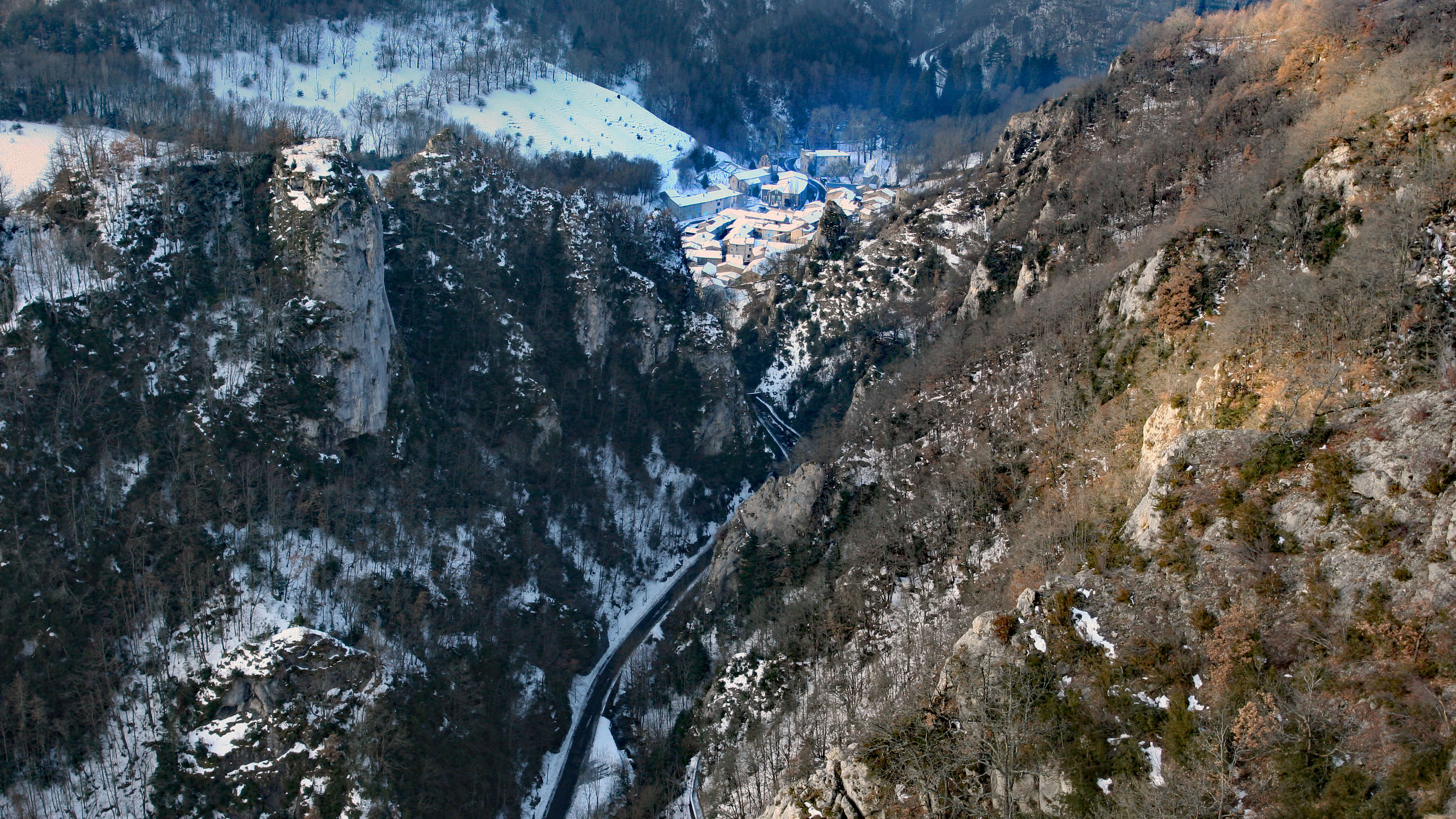
Sur la gorge d'entrée du village, le château commandait la vallée du rébenty.
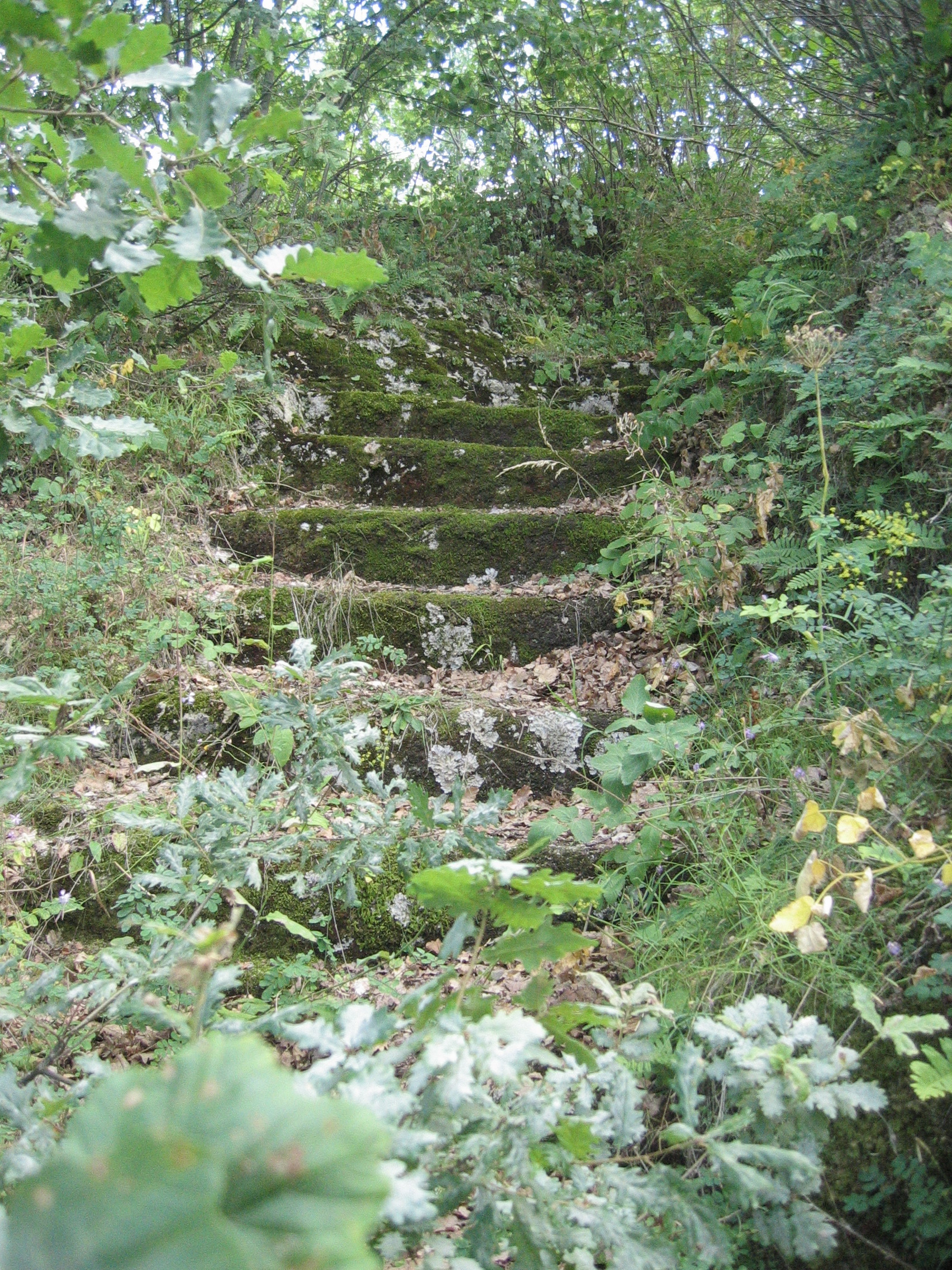
L'escalier taillé à même la roche sur le piton d'Aniort.
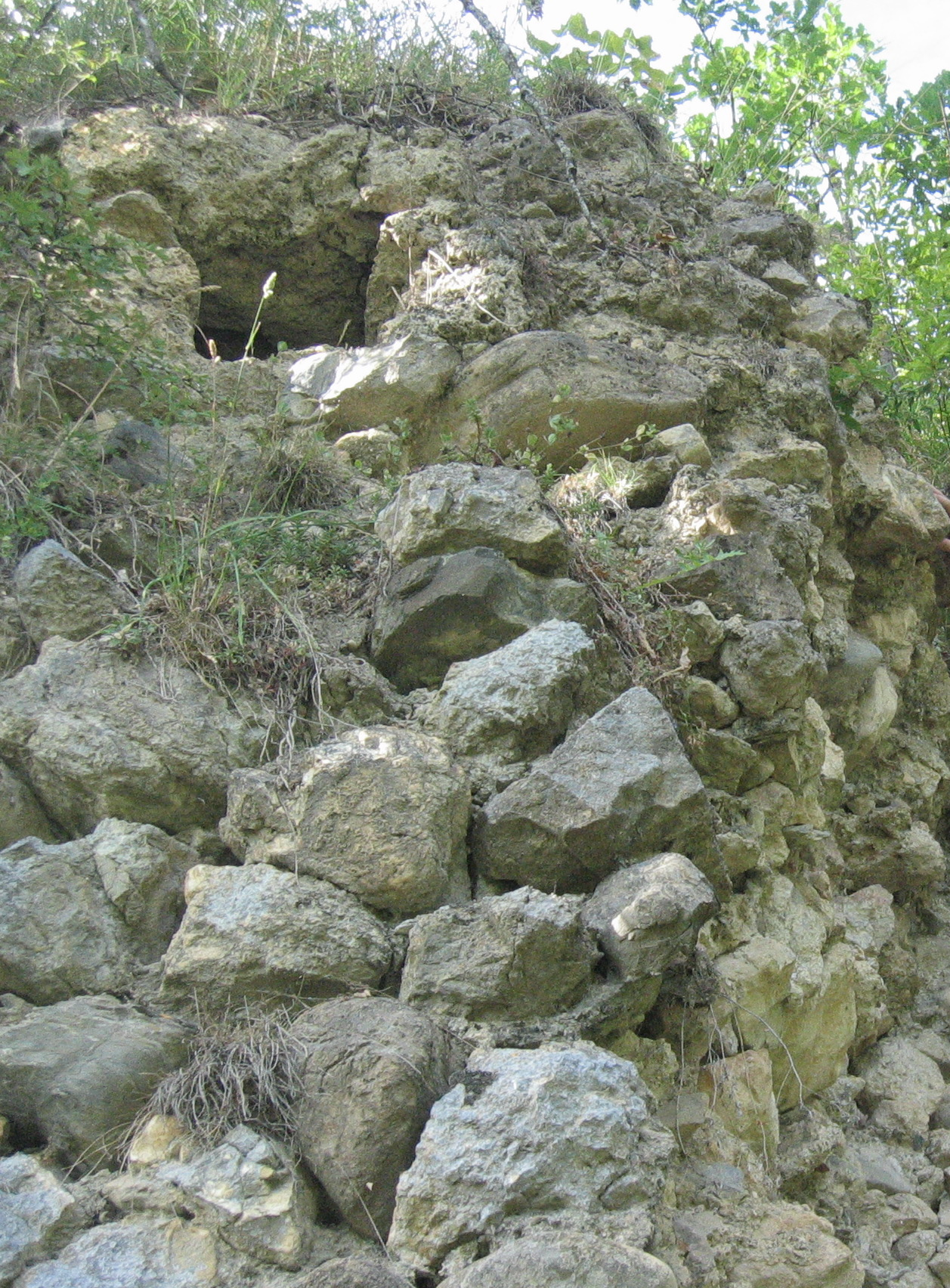
Un pan de mur avec une canonnière aménagée probablement par l'armée royale autour du XIVe siècle.

## État actuel du château
Aujourd'hui, de ce fier castrum il ne reste que quelques vestiges épars, envahis par la végétation. Des murs de pierres affaissés, une canonnière, un escalier d'une douzaine de marches (taillé à même le roc), une sorte de vasque, et surtout une croix cathare, nettement gravée dans le sol de ce qui était probablement le donjon.